# Heart Mountain (Kanada)
Der Heart Mountain ist ein 2135 m hoher Berg südöstlich von Exshaw, im Bow River Valley in Alberta, Kanada. Er liegt in der Southern Continental Ranges der kanadischen Rocky Mountains.
Den Namen bekam er 1957 wegen seines charakteristischen Aussehens am Gipfel.